# 森雅人
森 雅人（もり まさと）は、日本の国土交通技官。国土交通省大臣官房危機管理・運輸安全政策審議官、国土交通省海事局長、国土交通省大臣官房技術総括審議官、日本小型船舶検査機構理事長などを歴任した。

## 人物・経歴
1980年東京大学大学院工学系研究科修了、運輸省入省。1990年運輸省海上技術安全局造船課国際業務室補佐官。1991年運輸省四国運輸局船舶部検査課長。1997年日本貿易振興会ニューヨークセンター船舶部ディレクター。2000年シップ・アンド・オーシャン財団業務統括部調査役・海洋政策研究部室長。2002年国土交通省海事局検査測度課危険物審査官。2003年国土交通省海事局総務課海事保安対策官兼検査測度課危険物審査員。2004年国土交通省海事局検査速度課登録測度室長。2007年国土交通省海事局検査測度課長。2009年国土交通省大臣官房技術審議官（海事局担当）。2011年国土交通省大臣官房危機管理・運輸安全政策審議官。2012年国土交通省海事局長。2013年日本小型船舶検査機構理事。2014年国土交通省大臣官房技術総括審議官。2015年退官、日本造船技術センター顧問、日本舶用品検定協会顧問。2017年日本小型船舶検査機構理事長、日本船舶職員養成協会評議員。